# لوله‌کش سابق
لوله‌کش سابق (انگلیسی: Ex-Plumber) یک فیلم کوتاه کمدی به کارگردانی راسکو آرباکل است که در سال ۱۹۳۱ منتشر شد.

## گزیدهٔ بازیگران
- لوید همیلتون
- آدی مک‌فیل
- استنلی بلایستون
- میچل لوئیس